# Plethokrossus octofoveatus
Plethokrossus octofoveatus är en mångfotingart som beskrevs av Carl Graf Attems 1909. Plethokrossus octofoveatus ingår i släktet Plethokrossus och familjen Odontopygidae. Inga underarter finns listade i Catalogue of Life.